# Park Sielecki w Sosnowcu
Park Sielecki (dawniej Park Renardowski, Park Mauvego) – zabytkowy park miejski w Sosnowcu. Drugi pod względem roku założenia i czwarty co do wielkości wśród parków miejskich, a  jednocześnie największy spośród zabytkowych stanowiący wraz z Zamkiem Sieleckim kompleks. Podzielony jest na część nową i starą, które zajmują odpowiednio powierzchnię 9,84 ha i 10,4 ha, pomiędzy którymi granicę podziału stanowi przepływająca przez środek parku rzeka Czarna Przemsza.

## Położenie parku
Park jest usytuowany w dzielnicy Sielec nad brzegami Czarnej Przemszy, na pograniczu Śródmieścia i dzielnicy Pogoń. Granice parku wyznacza od strony zachodniej i północnej ulica 3 Maja z  zabudowaniami basenu kąpielowego, od strony wschodniej Zamek Sielecki, budynek Stadionu Zimowego oraz ulica Zamkowa, a od strony południowej zabudowania Sielca przy ulicy Parkowej, Legionów, Krętej i Sieleckiej.

## Zarys historyczny

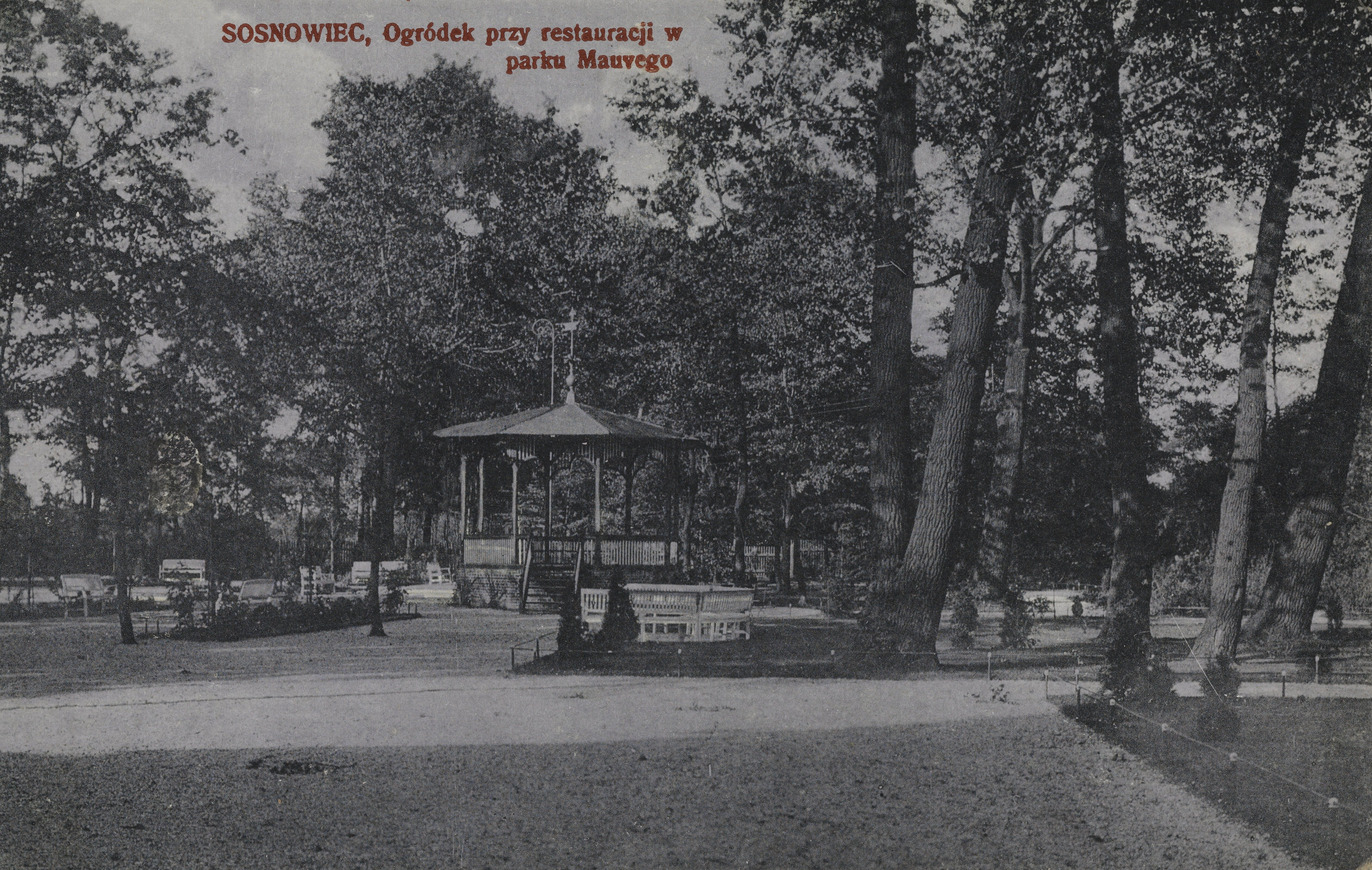
Park Sielecki / Park Muavego w 1917 roku

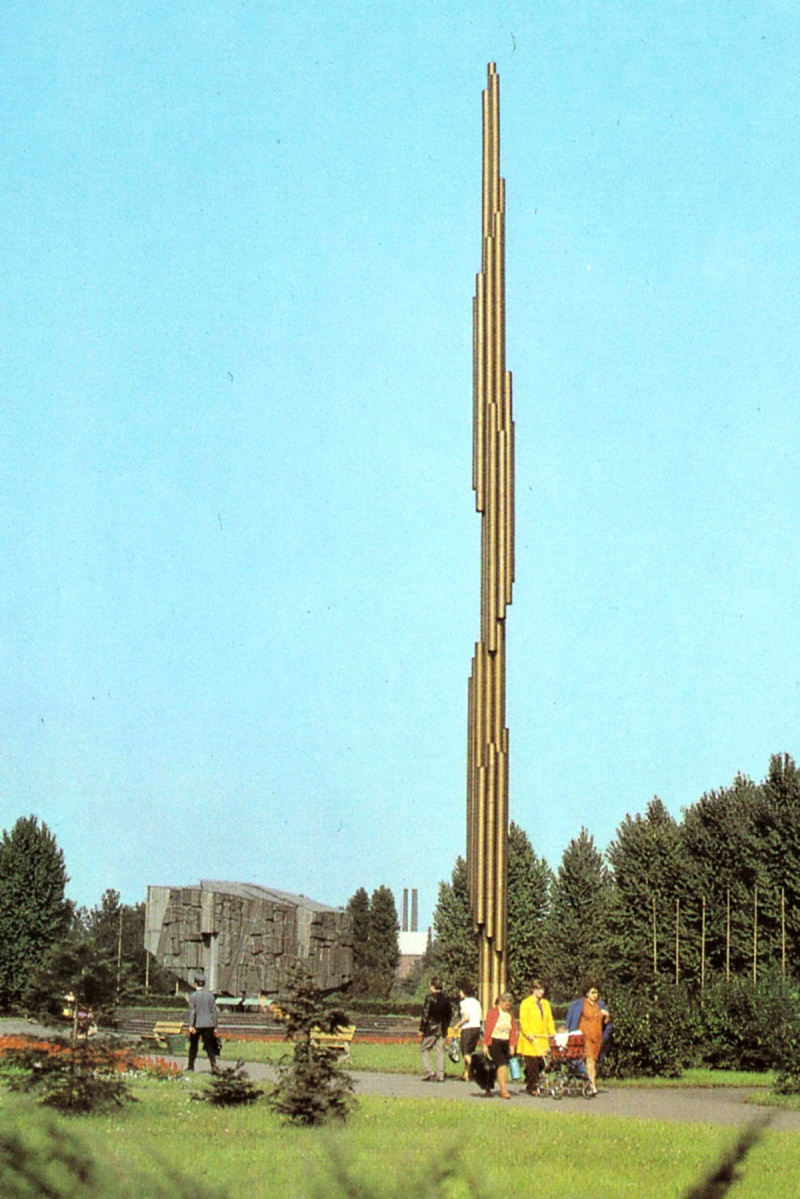
Nieistniejący Pomnik Czynu Rewolucyjnego

W 1856 r. dobra sieleckie wraz z zamkiem nabył hrabia Andrzej Renard ze Strzelec Opolskich dla syna Jana, który, pełniąc funkcje konsularne w Wiedniu, zarządzał do 1874 r. swoim majątkiem, dzięki pełnomocnikowi dyrektorowi Hermanowi Möbiusowi. Za jego czasów  przebudowano zamek i założono park krajobrazowy w modnym wówczas stylu angielskim, co podkreśliło urodę tego miejsca. W wyniku podjętych  prac zamek przybrał postać reprezentacyjnego pałacu. W 1875 r. nowym zarządcą dóbr rodziny Renardów został Ludwik Mauve, który z dużym zaangażowaniem kontynuował prace związane z utrzymaniem i modernizacją parku, co sprawiło, że nazywano go jego imieniem. W 1903 r. podjęto decyzję o zmianie przebiegu granic parku, pomniejszając jego obszar o teren przeznaczony pod budowę kościoła w miejscu przy dzisiejszej ulicy Skautów i powiększając po stronie południowo wschodniej w pobliżu ulicy Krętej. Od strony północnej założono staw parkowy, a od strony wschodniej teren ogrodzono murem ozdobnym, który wykonano ze skały wapiennej. Ogrodzenie, które posiadało kilkaset metrów długości i dwa metry wysokości, oddzieliło teren zielony od osiedla mieszkalnego. Do parku prowadziły trzy drewniane bramy z portierniami dla całodobowej straży parkowej oraz prywatne furtki zamykane na klucz. Do lat 40. XX w. dostęp do niego był ograniczony i odbywał się na podstawie przepustek.
W latach 60. i 70. XX w. „Park Renardowski” został powiększony o tereny graniczących ze sobą dawnych prywatnych dietlowskich ogrodów owocowo-warzywnych i stacji osadników wodnych oraz części fabrycznych ogródków działkowych historycznej „rurkowni” Huldczyńskiego. Dzięki zmianom obszar parku wyszedł poza rzekę Czarną Przemszę i zetknął się z ulicą 3 Maja. W trakcie prowadzonej przebudowy północno wschodniej części Sielca związanej z budową miejskich obiektów sportowych i kulturalnych znacznie zatracono jego walory estetyczne. Zasypano staw, wycięto wiele drzew i krzewów, wyasfaltowano większość alejek spacerowych, zburzono mury i większość ozdobnych ceglanych wieżyczek. Zachowano budynek zamkowy oraz dwie zabytkowe wieżyczki, z których jedna znajduje się obecnie pomiędzy budynkami na wprost wejścia frontowego do hali lodowiska, a druga na lewym brzegu rzeki w pobliżu domu przy ulicy Legionów 28. W miejsce zburzonej  zabudowy parku wybudowano nieistniejący dziś amfiteatr, otwarte baseny kąpielowe oraz sztuczne lodowiska, stanowiące bazę treningową drużyny hokejowej lokalnego klubu sportowego. 23 lutego 1960 r. Zamek Sielecki i przyległe założenie parkowe ograniczone ulicami Zamkową, 3 Maja i Czarną Przemszą wpisano na listę zabytków. 6 września 1967 r. w centralnym punkcie parku odsłonięto Pomnik Czynu Rewolucyjnego, pod którym w 1972 r. gościł przywódca Kuby Fidel Castro i w 1974 r. przywódca Związku Radzieckiego Leonid Breżniew. Sławę pomnikowi przyniosła wysoka konstrukcja rurowa. W maju 1991 r. budowla została rozmontowana. Po zlikwidowanym pomniku pozostał marmurowy podest oraz przyległy plac, na którym  wybudowano nowy monument. Na obecny pomnik składa się wizerunek orła białego (orzeł z godła Polski) oraz napisu "Wolność Praca Godność". Podczas przebudowy parku w 2005 r. w północnej części parku, w pobliżu Stadionu Zimowego oddano do użytku skatepark.
W 2016 i 2017 r. miały miejsce kolejne przebudowy. W starej części parku kompleks wzbogacił się o ogrodzony plac zabaw dla dzieci, plenerową siłownię pod chmurką. W nowej części powstał tor rolkowy, strefa relaksu oraz stanowiska dla małej gastronomii. Na mocy uchwały Rady Miejskiej w Sosnowcu z dnia 31 stycznia 2019 r. park przy ulicy 3 Maja nosi oficjalną nazwę „Park  Sielecki”. 4 maja 2023 r. dzięki środkom z Budżetu Obywatelskiego uruchomiono tężnię solankową.

## Roślinność

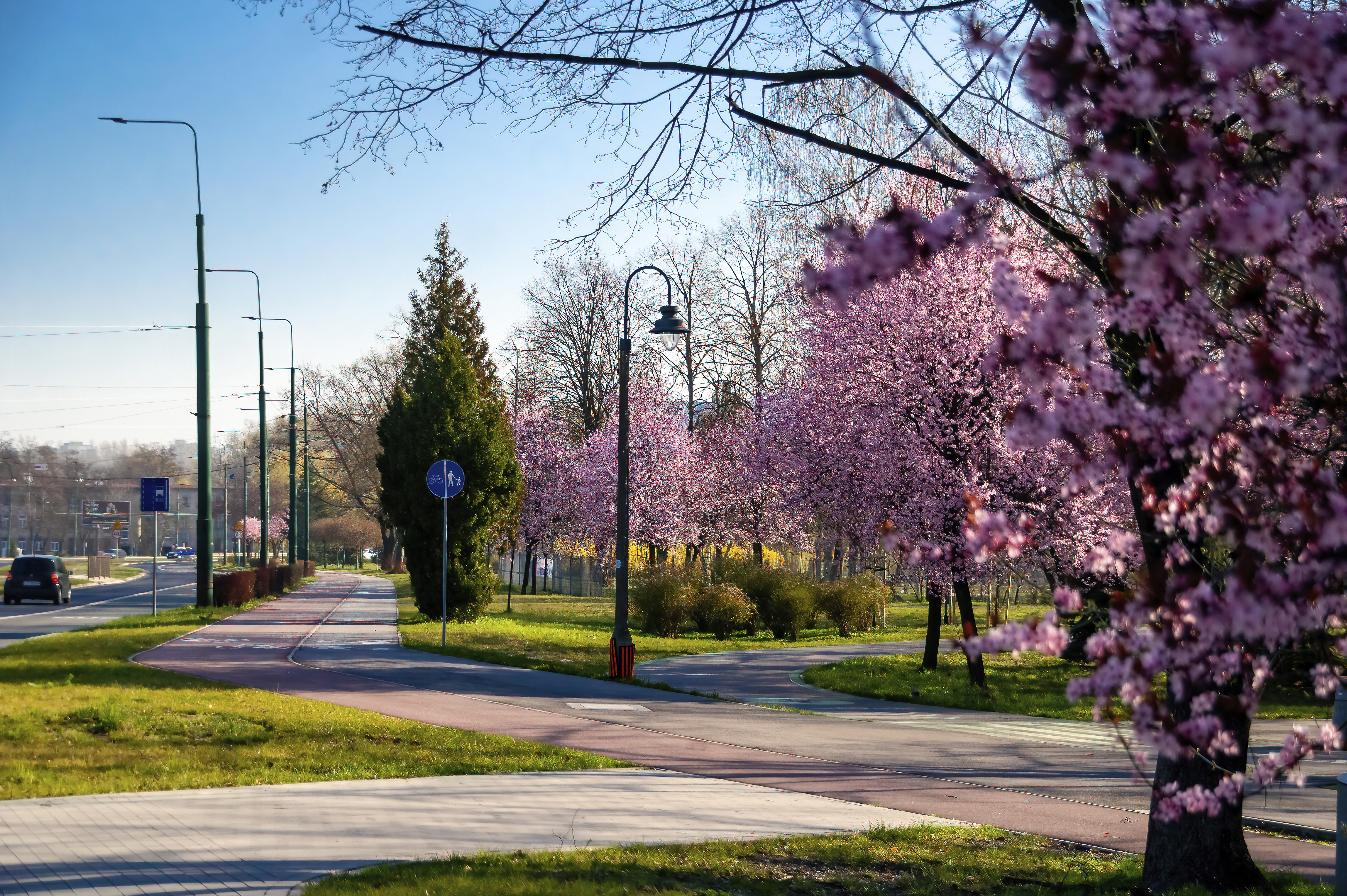
Wiosna w Parku

Występuje tu około 60 gatunków drzew i krzewów. Wśród nich można znaleźć rzadko spotykane: katalpa bignoniowa, winnik zmienny, głóg szkarłatny, migdałowiec trójklapowy. Średni wiek drzew wynosi około 100 lat ale występują też okazy starcze: topole kanadyjskie osiągające 3 – 5 m w obwodzie. 12 drzew jest zaliczonych do pomników przyrody: surmia zwyczajna, 6 topoli późnych, 2 wiązy szypułkowe, klon srebrzysty, dąb szypułkowy.

## Infrastruktura

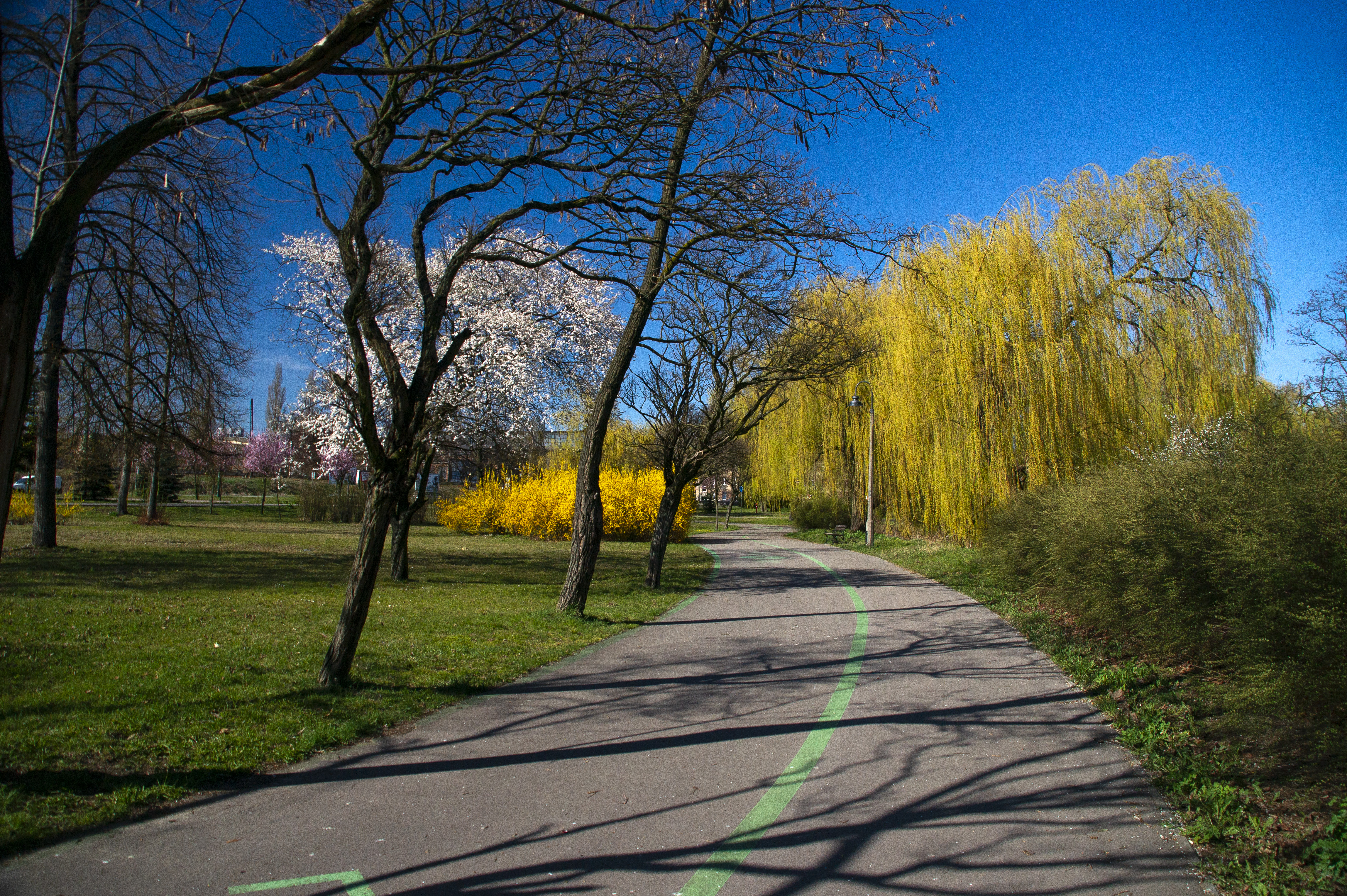
Tor rolkowy w Parku Sieleckim w Sosnowcu

### Infrastruktura rekreacyjna
Na obszarze parku są ulokowane atrakcje stałe:
- Sezonowa strefa gastronomiczna z foodtrackami[20]
- Wydzielony tor do jazdy na łyżworkolkach o długości 1500 metrów w postaci jednokierunkowej zamkniętej pętli[14][20]
- Strefa relaksu z mini plażą[13]
- Bulodrom do gry w pétanque
- Skatepark: mini rampa, 2 murki, 1 quater pipe,3 banki, 3 schodki, piramidka[21]
- Siłownia plenerowa "Pod Chmurką"
- Ogrodzony plac zabaw / ogród jordanowski dla dzieci[13]

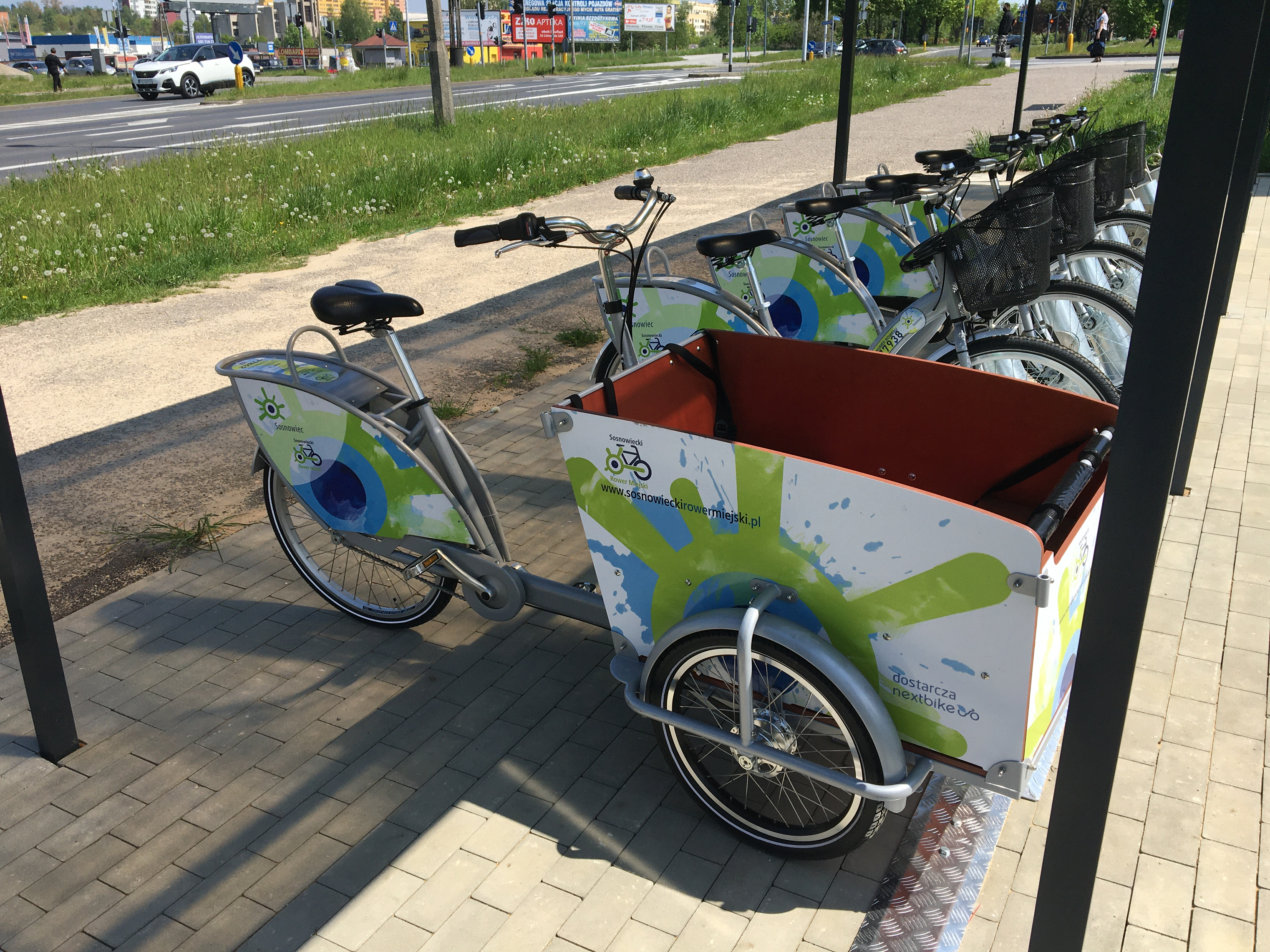
Miejska wypożyczalnia rowerów w Parku

- Stoły do gry w tenisa stołowego
- Boiska do koszykówki
- Tężnia solankowa[16]

### Infrastruktura komunikacyjna
- Wypożyczalnia rowerów Sosnowieckiego Roweru Miejskiego (2018–2023), Roweru Metropolitalnego (od 2024 r.)[22]
- Parking dla wypożyczanych hulajnóg elektrycznych systemu

### Pomniki i miejsca pamięci
- Wolność Praca Godność – nowa część parku – płyta placu głównego
- Pomnik Aleksego Bienia – stara część parku, za aleją od strony Szkoły Muzycznej i ul. Legionów[23]
- Pomnik młodego Janka Kiepury – aleje w starej części parku od strony Szkoły Muzycznej i ul. Legionów[24]
- Wieża dawnego ogrodzenia Parku Sieleckiego – alejka nad Czarną Przemszą w starej części parku.

## Wydarzenia
Podest wokół obecnego pomnika adaptowany jest często na scenę muzyczną. W parku odbywają się imprezy okolicznościowe oraz szereg imprez cyklicznych.
- Dni Sosnowca[25]
- Sosnowiec Fun Festival[26]
- Dni Sportu
- Majówka Europejska
- Tydzień Dziecka
- Eskalator[27]
- Piknik Miltarny[28]
- Inwazja Foodtrucków
- Czas na Piknik[29]
- Bitwa na balony z wodą[30]
- Classic Mania[31]
- Przystanek Smaku[32]
- Eko Piknik[33]

Na popularnych imprezach na terenie parku rozbijają się stragany oraz luna park.

## Galeria

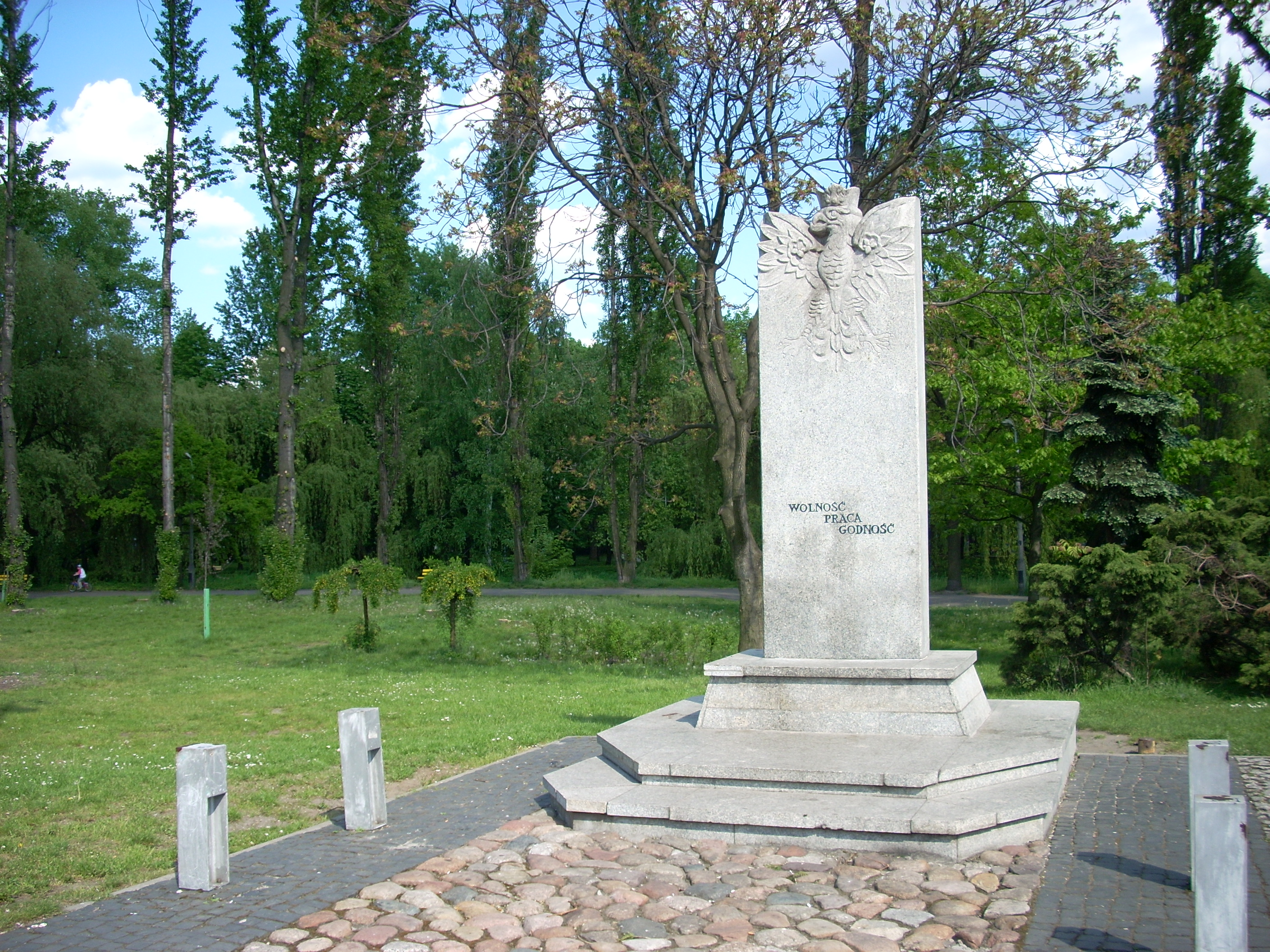
Pomnik „Wolność, Praca, Godność”
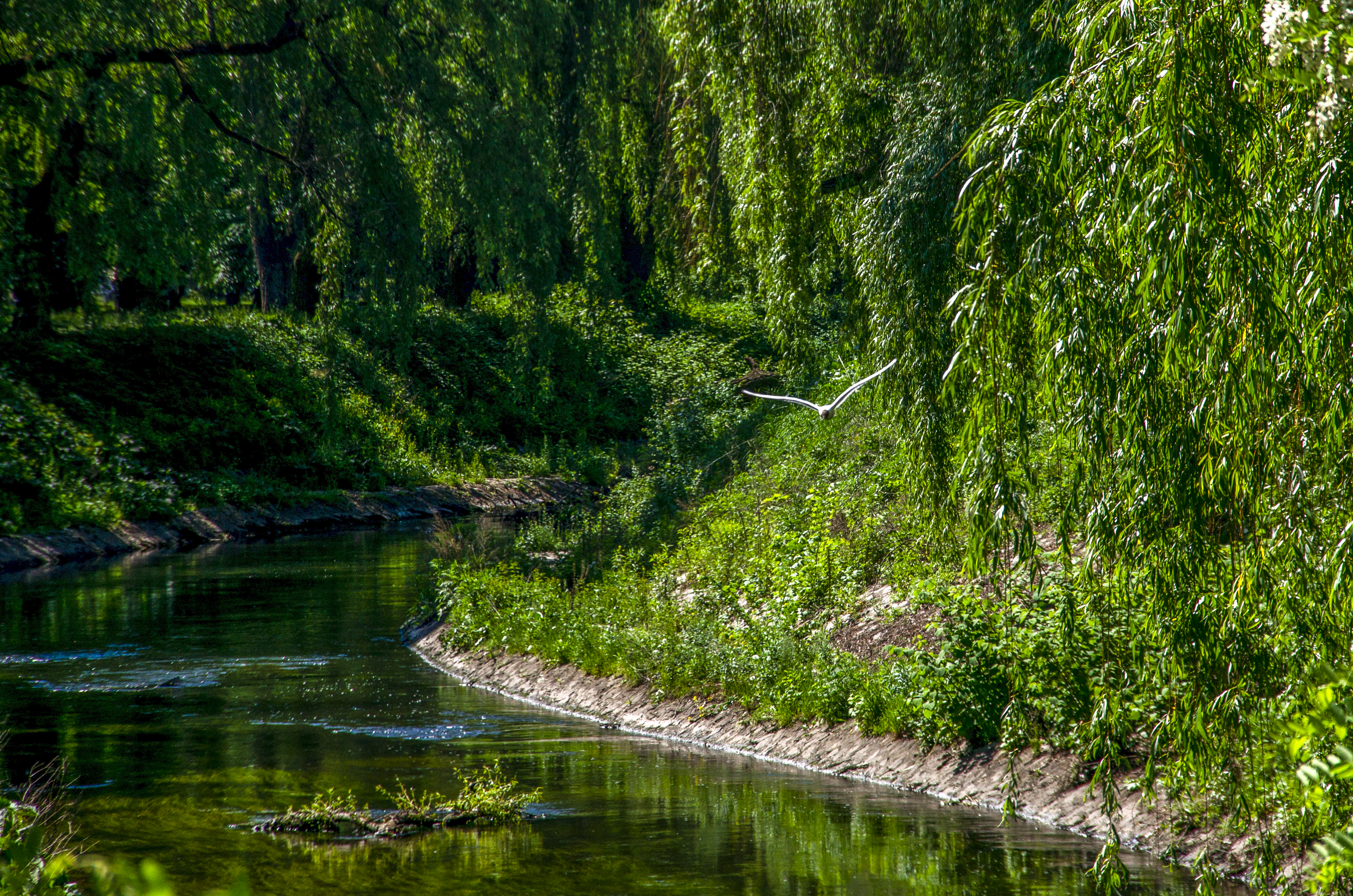
Rzeka Czarna Przemsza
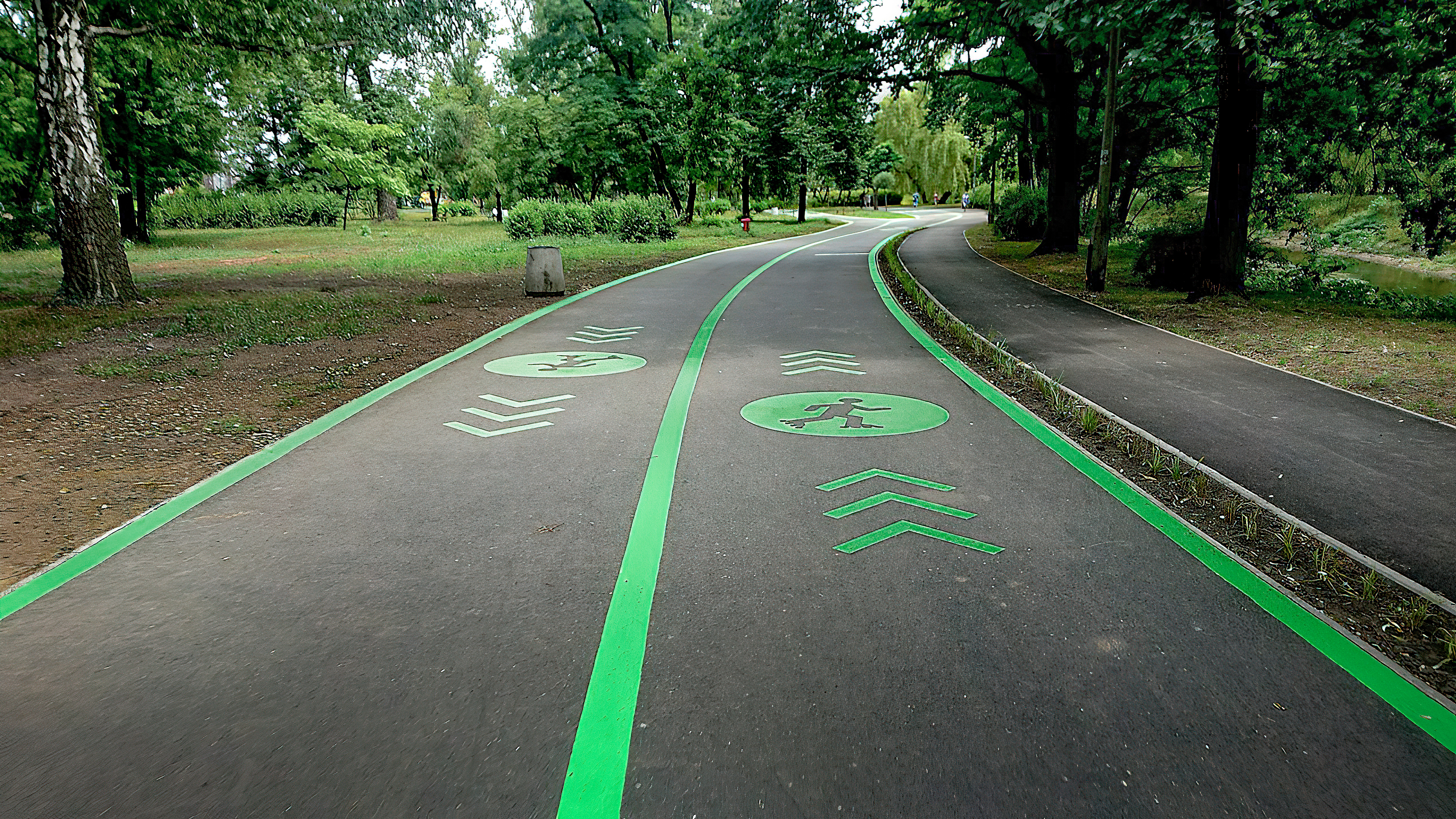
Tor rolkowy
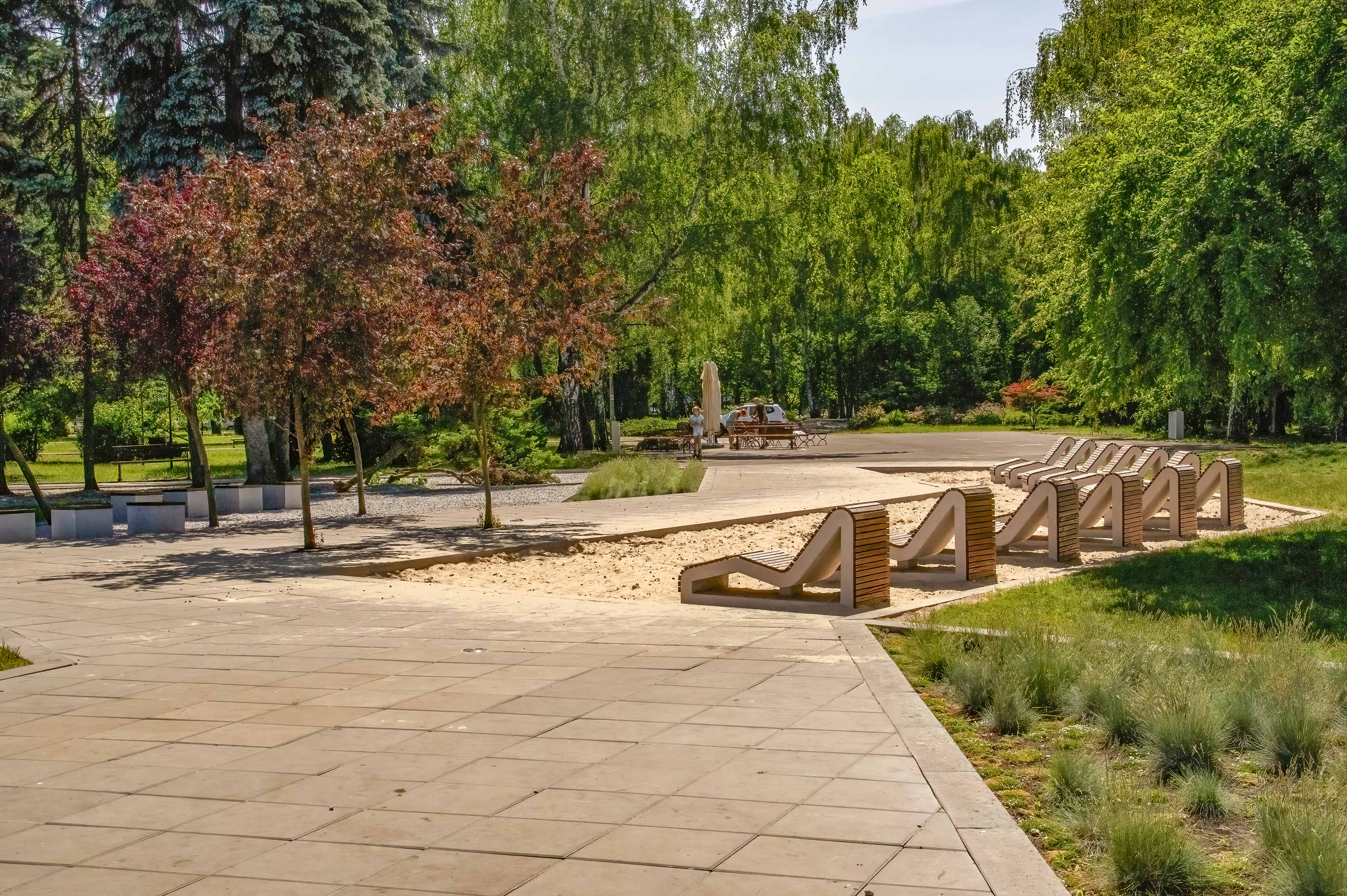
Strefa relaksu
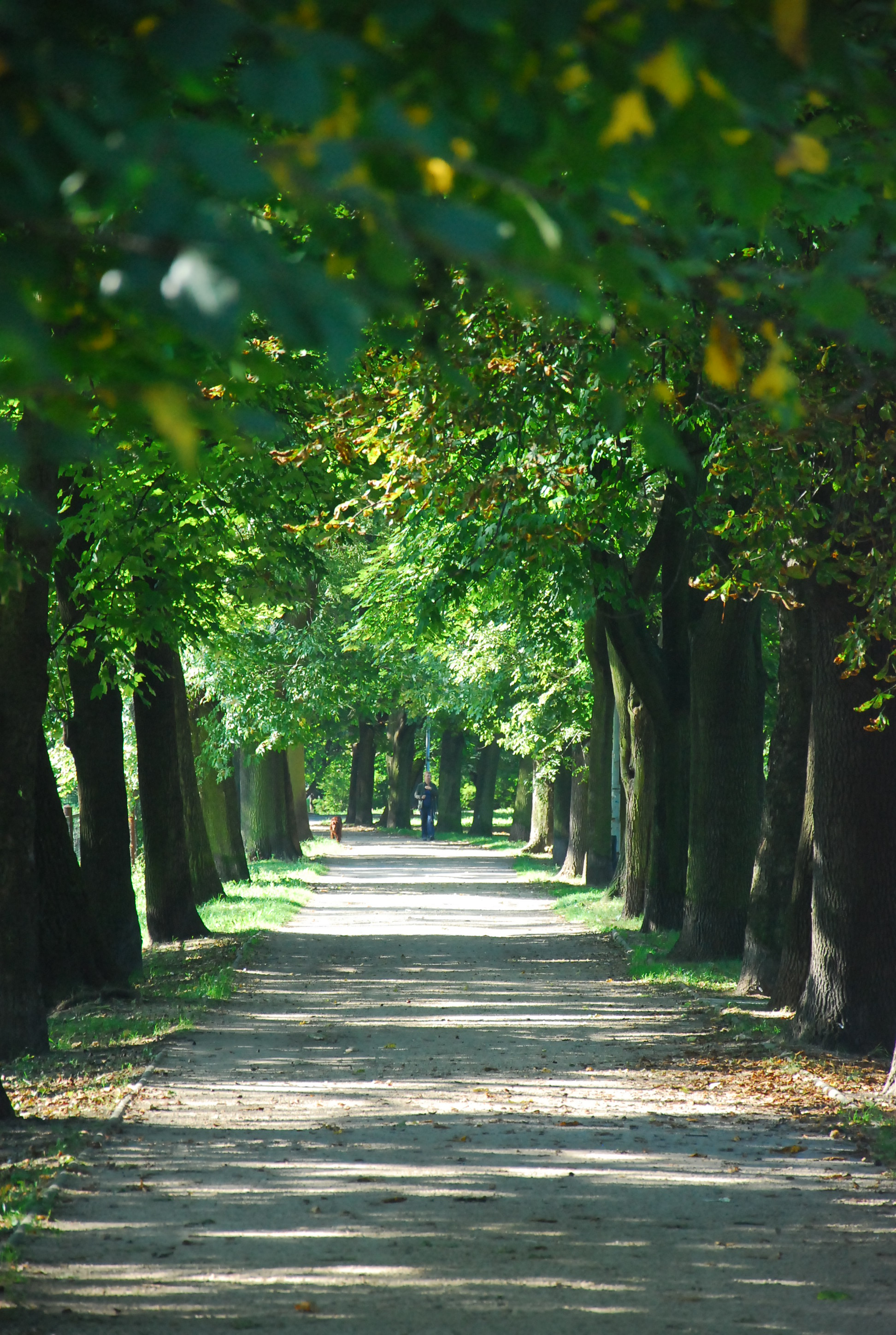
Alejka w starej części Parku
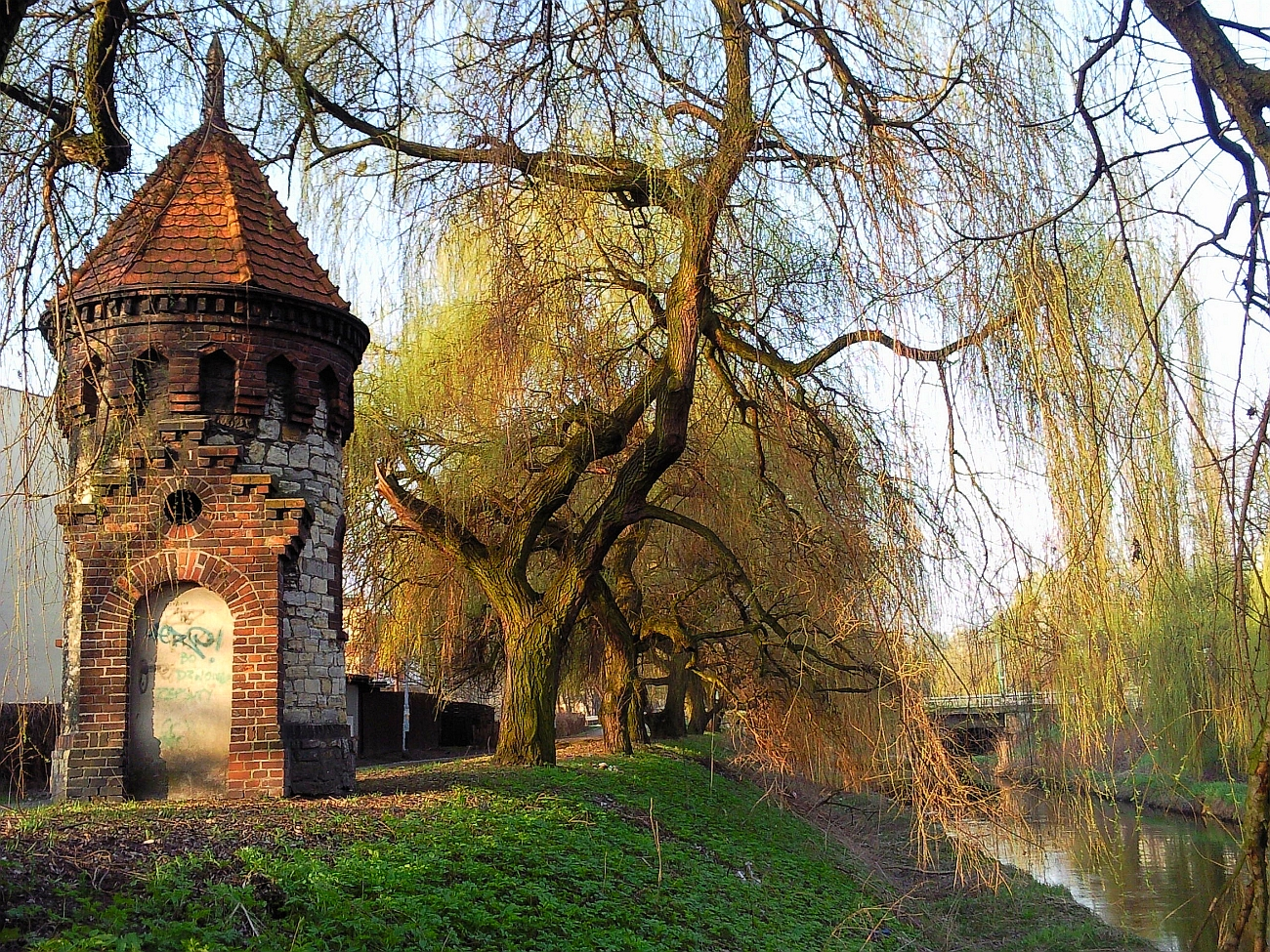
Wieża dawnego ogrodzenia parku zamkowego
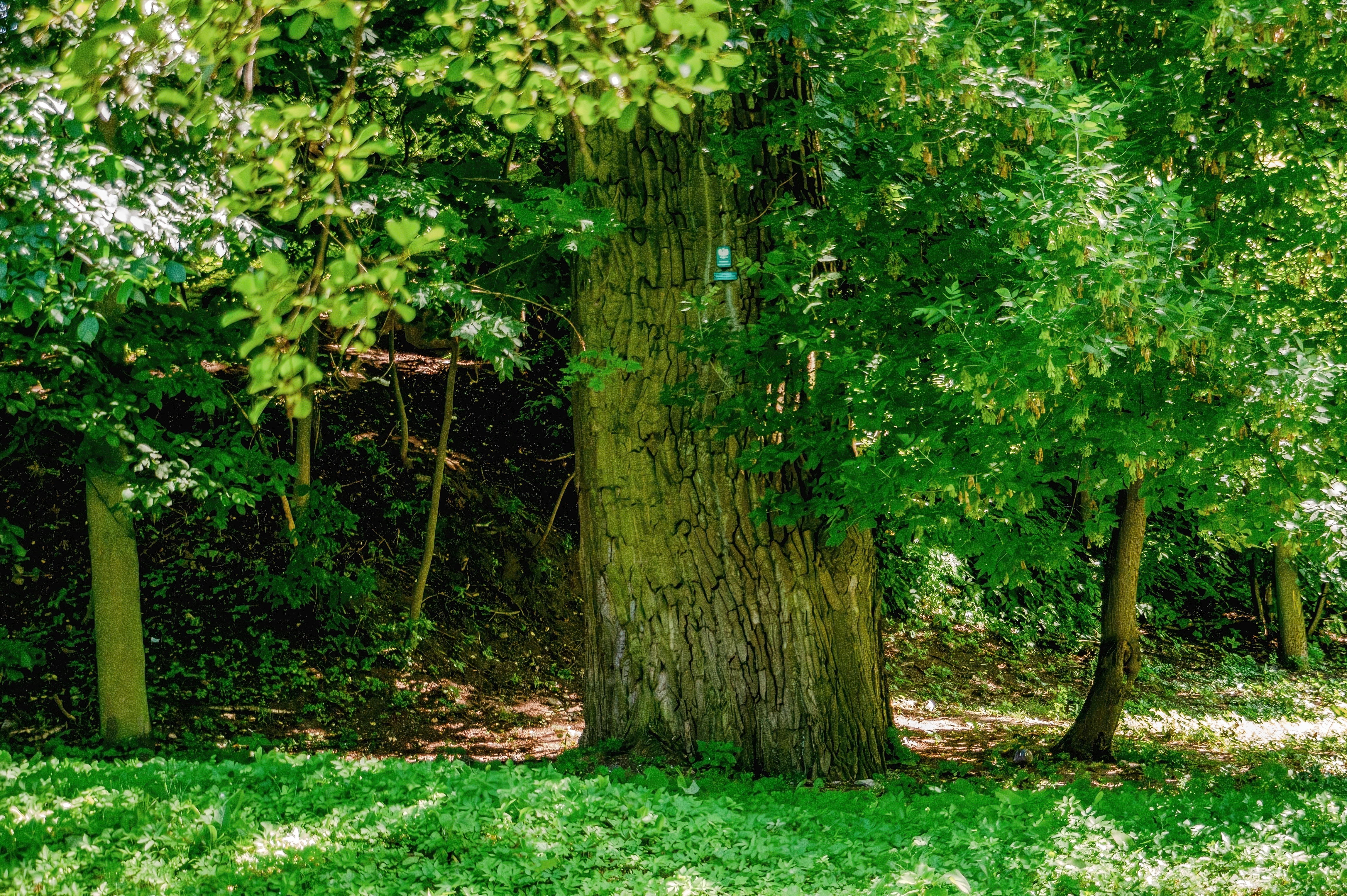
Pomnik przyrody
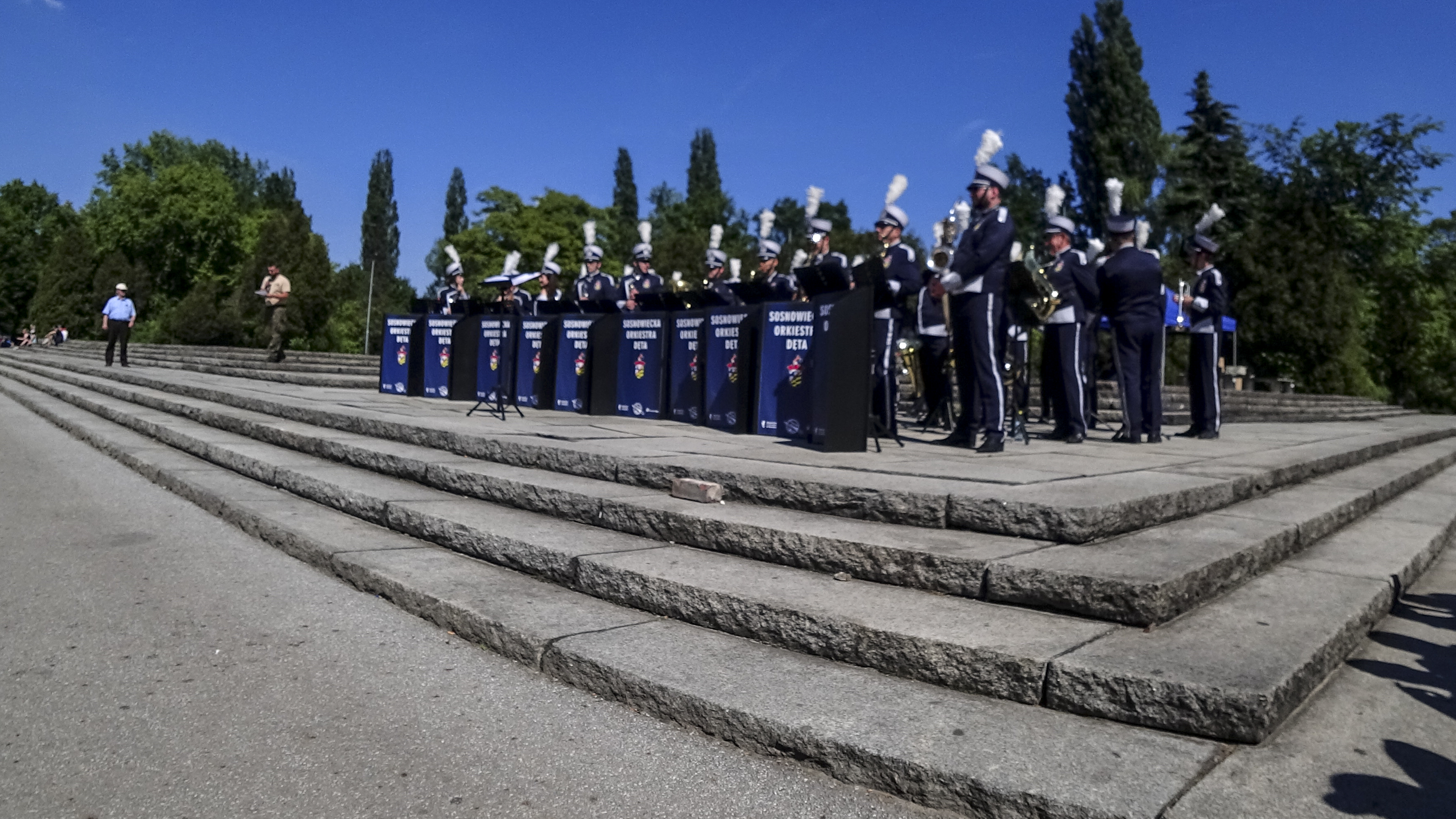
Występ Sosnowieckiej Orkiestry Dętej na płycie pomnika
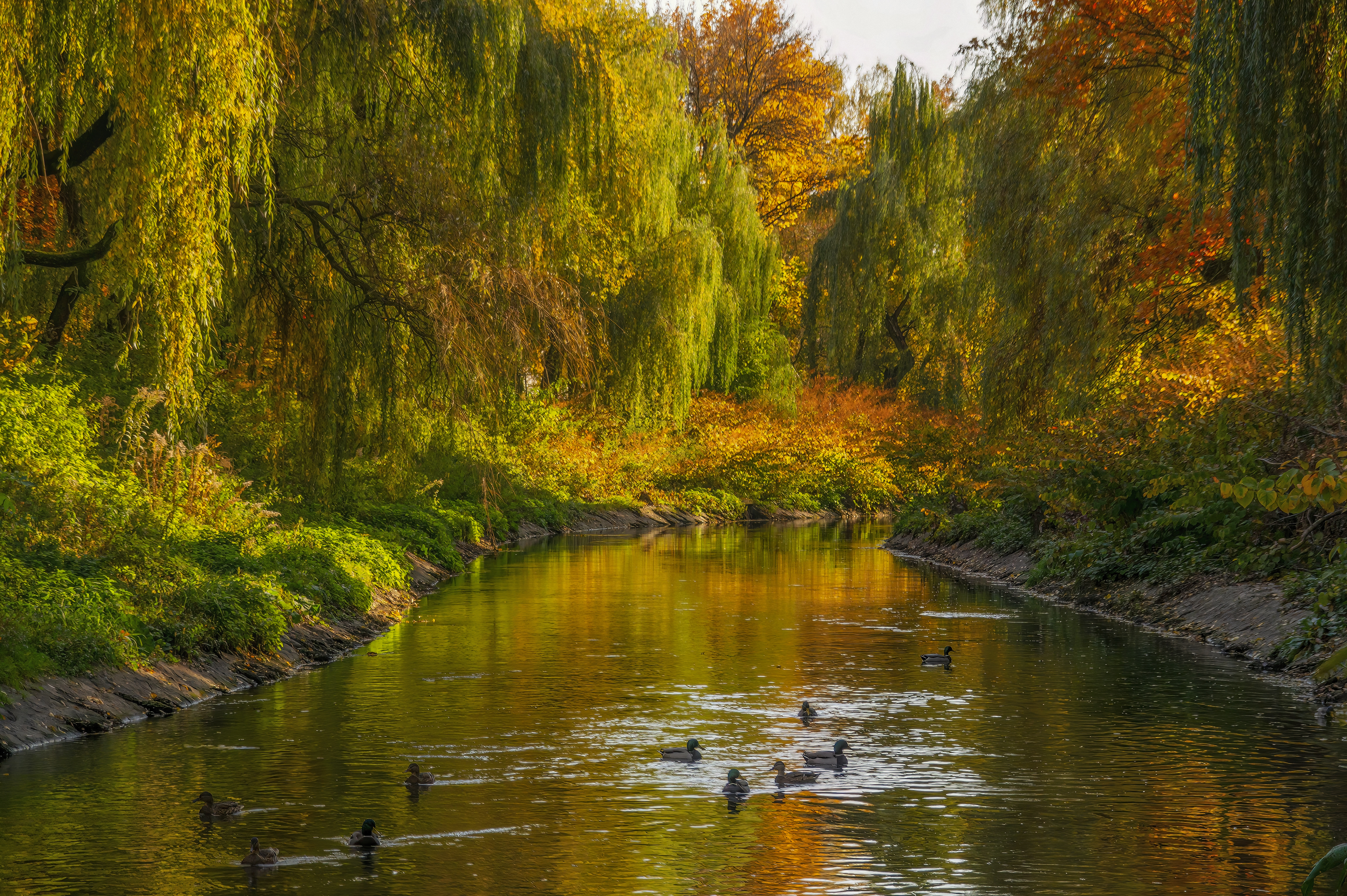
Jesień w Parku Sieleckim, rzeka Czarna Przemsza
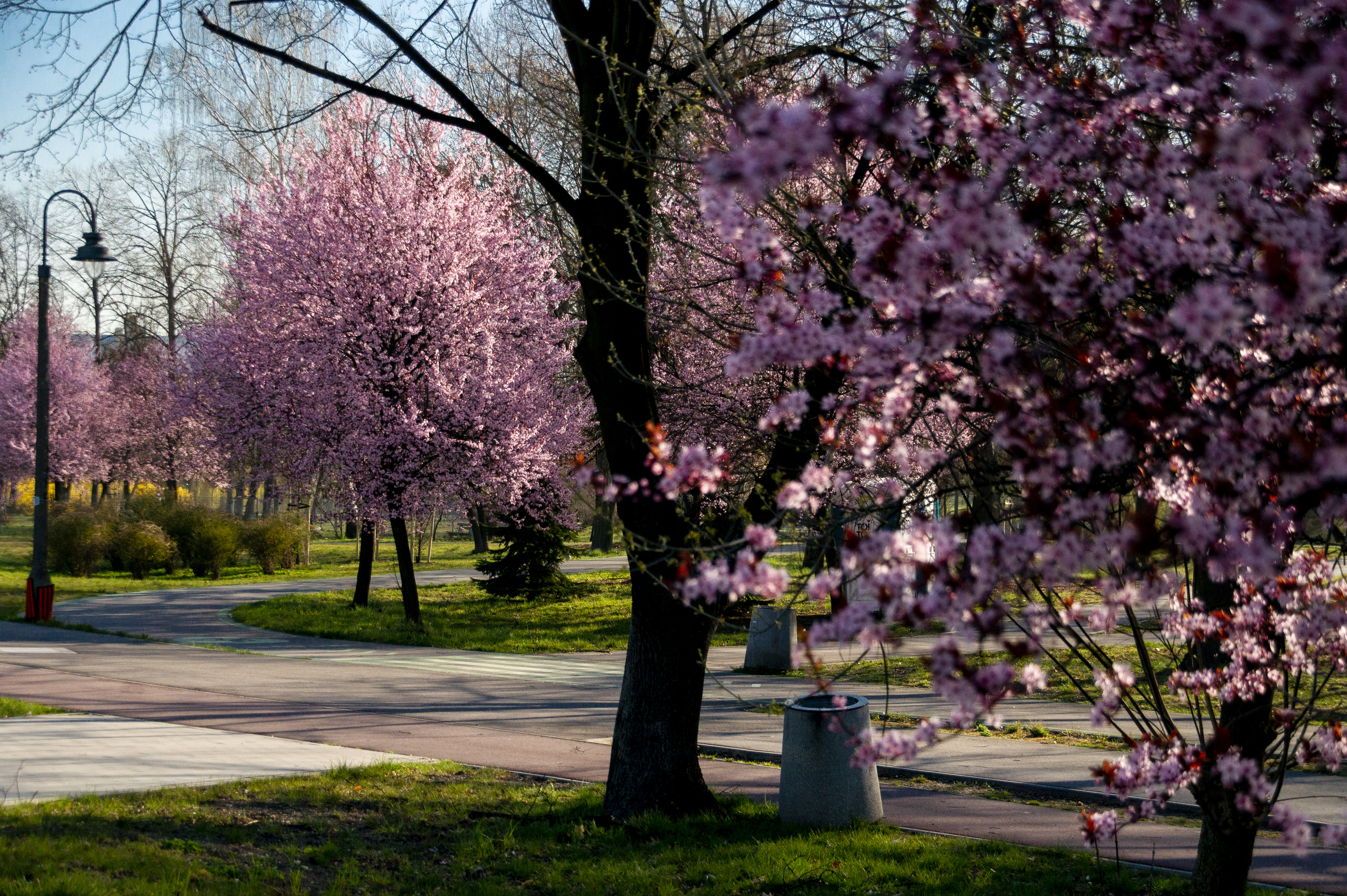
Wiosna w Parku Sieleckim
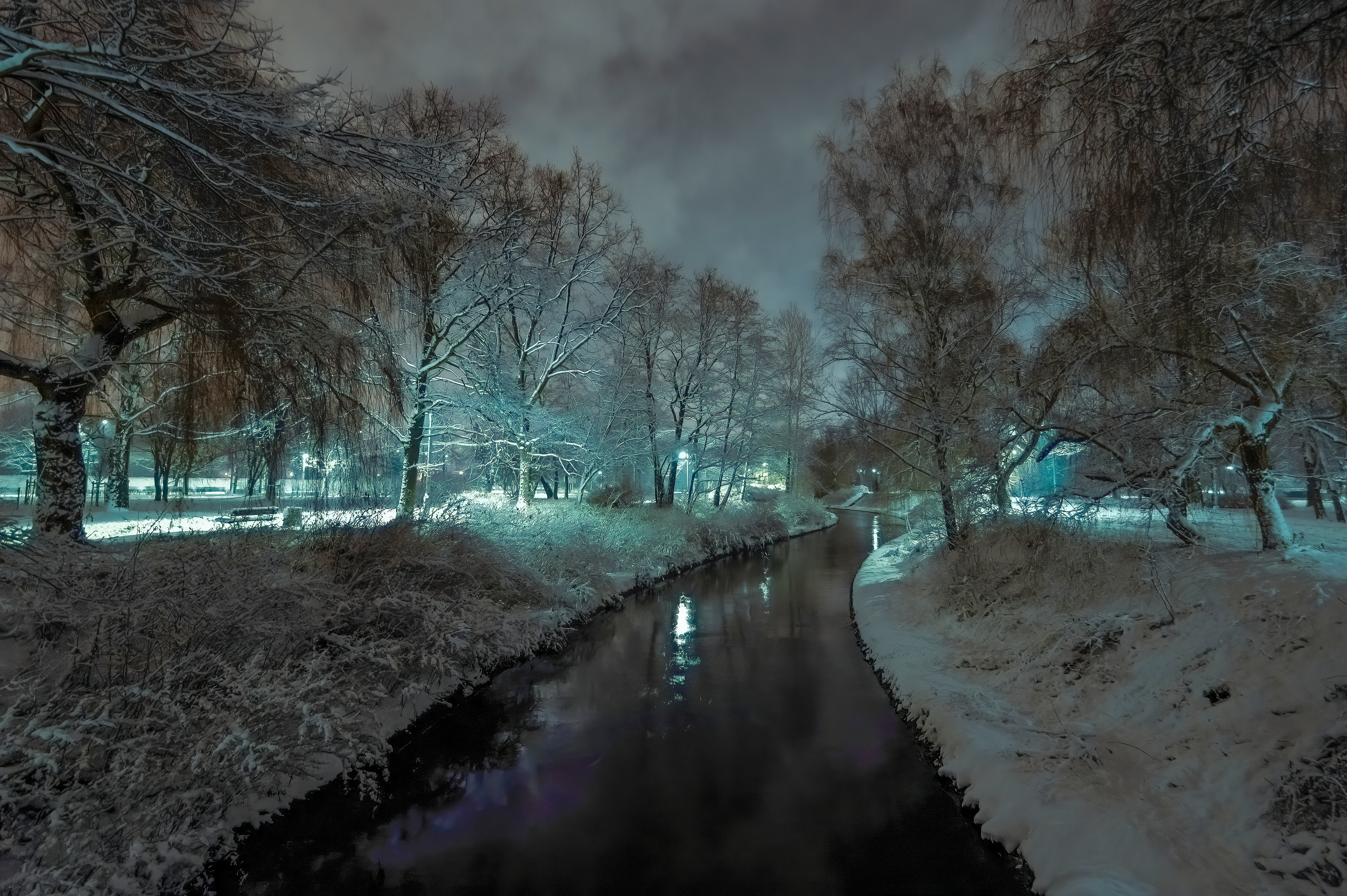
Zimowa noc w Parku Sieleckim
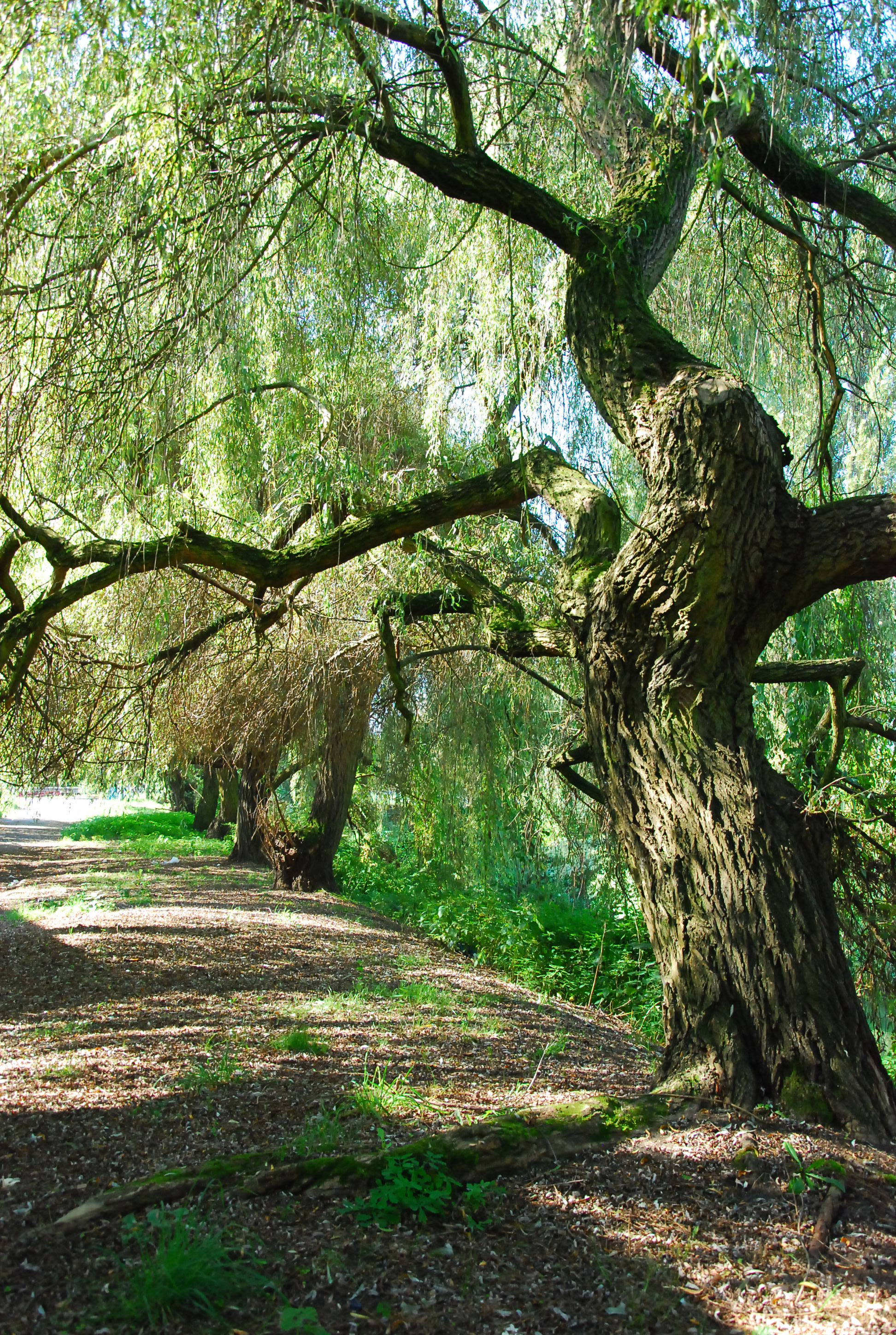
Starodrzew w zabytkowej części Parku
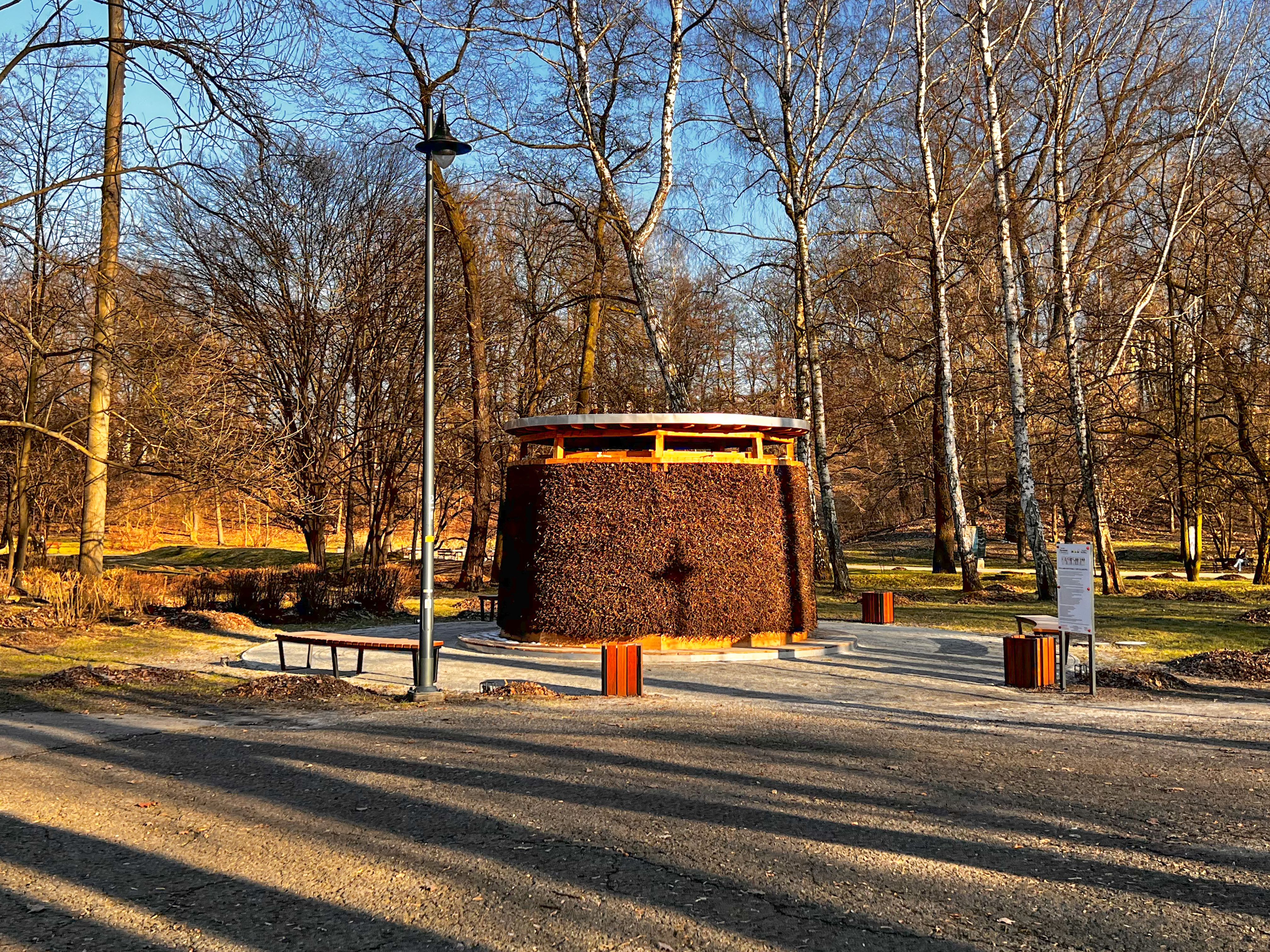
Tężnia solankowa w starej części parku
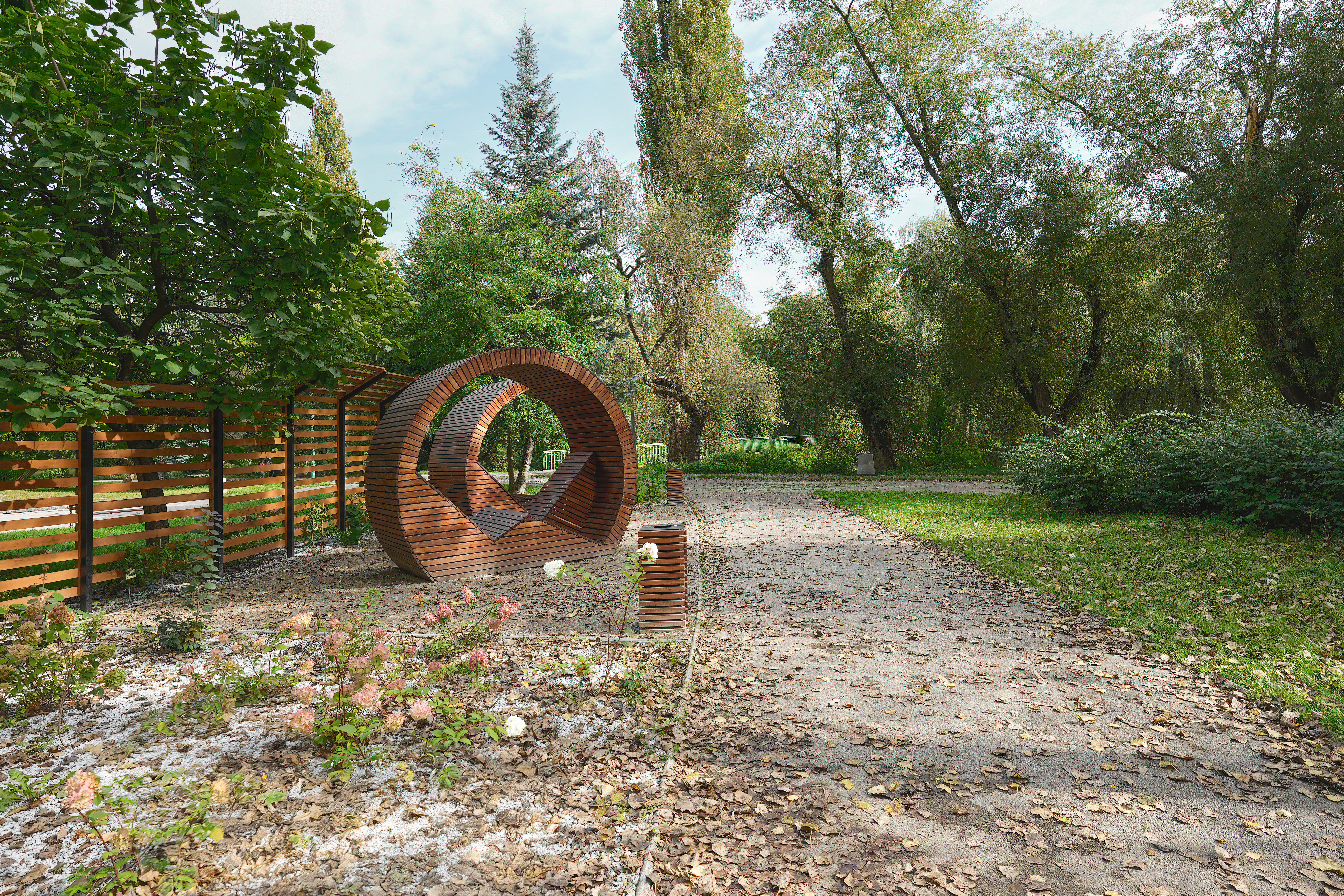
Strefa relaksu